# Yves-Noël Genod
Marie-Noëlle Genod ou Yves-Noëlle est une artiste française née le 16 décembre 1972. Elle est à la fois metteuse en scène et chorégraphe, actrice, danseuse, performeuse et autrice.
Il est dit d'elle qu'elle est "parmi les plus prolifiques et atypiques artistes de la scène française" ayant a son actif plus d'une centaine de créations.

## Biographie

### L'interprète
Formée à l'école d'Antoine Vitez à Chaillot, elle se forme également à la danse en suivant divers stages et ateliers, abordant notamment l'improvisation et la performance avec Mark Tompkins et Julyen Hamilton, la danse classique avec Wayne Byars. Marie-Noël Genod est ensuite comédienne chez Claude Régy, puis François Tanguy (Théâtre du Radeau du Mans) et enfin Julie Brochen, pour Le Cadavre vivant de Tolstoï.
En 2004, elle fonde le groupe de rock Saint Augustin, avec Thomas Scimeca, Jonathan Capdevielle et Julien Gallée-Ferré, et donne les concerts "Groupe Saint Augustin" à Nantes et "Le Groupe Saint Augustin on Ice" aux Laboratoires d’Aubervilliers.
En tant que danseuse, elle est interprète des spectacles d'Olivia Grandville, Emmanuelle Huynh, Loïc Touzé, Boris Charmatz, Latifa Laâbissi.
En 2013, elle apparait au cinéma en Oreste dans Par exemple, Électre, de Jeanne Balibar et Pierre Léon avec notamment Emmanuelle Béart, Édith Scob, Barbet Schroeder ou Évelyne Didi.
En 2014, elle propose plusieurs lectures sur France Culture intitulées Yves Noel Genod nous lit...

### La conceptrice

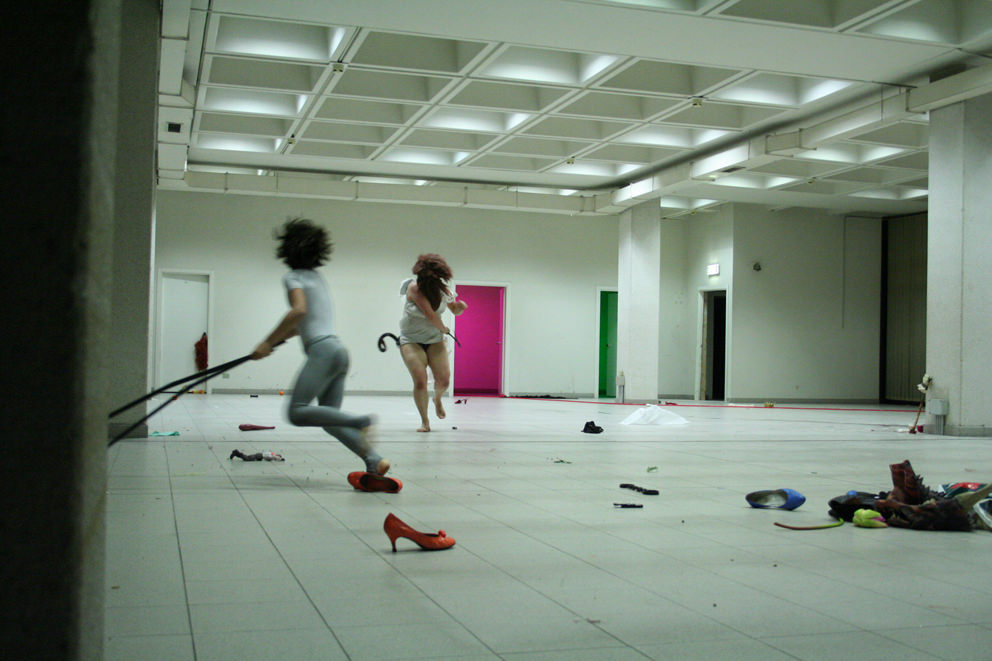
Elle court dans la poussière, la rose de Balzac performance à Bologne en 2007.

En 2003, par l'entremise de Loïc Touzé qui lui propose, à l’occasion d’une carte blanche au festival Let’s Dance du Lieu Unique (Nantes), de fabriquer son premier spectacle (En attendant Genod), elle devient metteur en scène. S’appuyant parfois sur le modèle des stand-ups anglo-saxons, il lui arrive de créer des seuls en scènes qu'elle interprète elle même, mais aussi des spectacles dansés, des pièces ou des performances.
Les commandes (toujours des "cartes blanches") s’enchaînent ensuite. Elle a créé une centaine de spectacles à la croisée des arts et des collaborations, dont Yves-Noël Genod, pièce pour cinq interprètes inspirée d'un projet de "ballet de SDF" et du spectacle Blektre créé en 2007 sur un texte de Nathalie Quintane, joué en mai et juin 2009 au Théâtre national de Chaillot. Puis d'autres à La Ménagerie de Verre, au Théâtre des Bouffes du Nord, au Théâtre de Gennevilliers, au Théâtre de la Bastille, au Théâtre de la Colline, à la Friche de la Belle de mai ou encore l'ancienne salle de réparation des tramways (Berlin).
Artiste prolifique et performative se présentant elle-même comme un « distributeur » de spectacle, de poésie et de lumière, elle révèle s'inspirant souvent d'auteurs divers (Proust, Baudelaire, Racine). Son art a été qualifié de « théâtre chorégraphié » et est accueilli du côté de la danse.
Travaillant également à la transmission de ses savoirs, elle intervient souvent dans des écoles et cours divers, proposant également des stages.
Parfois interprète de ses propres spectacles, le travail de Marie-Noël Genod se caractérise par une adoration des acteurs. Elle a travaillé avec des dizaines d’interprètes (comédiens, danseurs, chanteurs, acrobates) parmi lesquels : Jeanne Balibar, Thomas Scimeca, Audrey Bonnet, Jonathan Capdevielle, Valérie Dréville, Nicolas Maury,Thomas Lebrun, Laetitia Dosch, Jean-Luc Verna, Évelyne Didi, Raphaëlle Delaunay, Pierre-Benoist Varoclier, Jean-Paul Muel, Marlène Saldana, Raphaëlle Rousseau, Zakary Bairi, Kate Moran, Cecilia Bengolea, Samuel Mercer, Raphaël Defour, Julie Guibert, Dominique Uber...

## Spectacles

### Comédienne
- 1984 : Ivanov d’Anton Tchekhov, mise en scène Claude Régy
- 1988 : Trois voyageurs regardent un lever de soleil de Wallace Stevens, mise en scène Claude Régy
- 1988 : Le Criminel de Leslie Kaplan, mise en scène Claude Régy
- 1996 : La Bataille du Tagliamento, mise en scène François Tanguy, Théâtre du Radeau
- 2003 : Le Cadavre vivant de Léon Tolstoï, mise en scène Julie Brochen, Théâtre de l'Aquarium, Festival d'automne à Paris
- 2004 : Le Cadavre vivant de Léon Tolstoï, mise en scène Julie Brochen, Le Quartz, Théâtre du Nord, Le Cargo
- 2024 : Quichotte, mise en scène Gwenaël Morin, Festival d'Avignon[6],[7]

### Danseuse
- 1994 : "Beaucoup de colle" préconise Kurt Schwitters  d'Olivia Grandville
- 2000 : Distribution en cours de Emmanuelle Huynh
- 2004 : Morceau de Loïc Touzé
- 2007 : Histoire par celui qui la raconte de Latifa Laâbissi
- 2014 : Love de Loïc Touzé
- 2016 : Monumental  de Jocelyn Cottencin
- 2018 : La Ruée de Boris Charmatz

### Metteuse en scène
Liste partielle :
- En attendant Genod, présenté à Nantes au Lieu unique en 2003
- Pour en finir avec Claude Régy, one-man-show présenté à Aubervilliers en novembre 2004
- Une saison en enfer, Les Laboratoires d'Aubervilliers , 2004
- Le Groupe Saint Augustin on Ice, Les Laboratoires d'Aubervilliers , 2004
- Z'avatars, un spectacle actuel, présenté à Nantes au Lieu unique en mars 2005
- Dior n'est pas Dieu, présenté en avril 2005 au festival 100 dessous dessus à la Villette à Paris
- Hommage à Catherine Diverrès, présenté au Centre chorégraphique de Rennes en octobre 2005
- Le Dispariteur, présenté pour la première fois à la Ménagerie de Verre à Paris en novembre 2005, spectacle dans le noir
- Dictionnaire des Açores présenté au festival Artdanthé à Vanves en 2006
- Barracuda, présenté au Centre chorégraphique de Montpellier en mars 2006
- Jésus revient en Bretagne, présenté au festival Agitato à Rennes en mai 2006
- Nouveau Monde présenté en 2006 au domaine de Chamarande
- Domaine de la jalousie, présenté au festival ActOral à Marseille en septembre 2006
- Légendes, Agitato à Rennes, 2006
- Elle court dans la poussière, la rose de Balzac, présenté à la Ménagerie de Verre à Paris en 2006 puis repris en italien et en anglais à Bologne en 2007
- La Descendance, présenté au Festival d'Avignon en 2007
- Les Volontés, avec Hélèna Villovitch, TNT - Manufacture de chaussures (Bordeaux), 2007
- Monsieur Villovitch, créé au festival ActOral à Marseille en octobre 2007
- Blektre de Charles Torris et Nathalie Quintane, créé au festival ActOral à Marseille en octobre 2007, repris en mai 2009 au Théâtre national de Chaillot dans le spectacle Yves-Noël Genod
- Hamlet, présenté en décembre 2007 au festival 100 dessous dessus à La Villette à Paris
- Oh, pas d'femme, pas d'cri présenté au théâtre de Gennevilliers en juin 2008
- Mamzelle Poésie, de Liliane Giraudon
- Felix, dancing in silence, présenté en 2008 dans un atelier de réparation de bus désaffecté de Berlin
- C'est pas pour les cochons !, en collaboration avec Kataline Patkaï, présenté au festival Artdanthé à Vanves en février 2009
- Yves-Noël Genod, présenté en mai 2009 au Théâtre national de Chaillot, spectacle en deux parties (Français, Françaises suivi d'une reprise de Blektre)
- Venus et Adonis, d'après le poème de Shakespeare, présenté en juin 2009 au théâtre de Gennevilliers
- Rien n'est beau. Rien n'est gai. Rien n'est propre. Rien n'est riche. Rien n'est clair. Rien n'est agréable. Rien ne sent bon. Rien n'est joli, présenté en mars 2010 à la Ménagerie de verre à Paris
- Le Parc intérieur, présenté en juillet 2010 au théâtre la Condition des soies d’Avignon[8].
- La Mort d’Ivan Ilitch, Théâtre de la Bastille, 2011
- Je peux en décembre 2011 au Théâtre de la Cité internationale
- Réunion des scènes infinie, 2011 à Saint-Denis Réunion
- Oui en décembre 2011 au Théâtre de la Cité internationale
- Hotel Palace en avril 2012 Live Arts Week Bologne
- Chic by accident, du 13 au 17 mars 2012 à la Ménagerie de verre à Paris
- Je m'occupe de vous personnellement, du 31 mai au 24 juin 2012 au Théâtre du Rond-Point à Paris
- Un petit peu de Zelda, 2013, à la Ménagerie de verre à Paris
- Rester vivant (Baudelaire), 2014, au Théâtre du Rond-Point à Paris et à Avignon à La Condition des Soies
- Or, au Théâtre du Point du Jour, 2015
- Leçon de liberté, La Maison du Comédien (Alloue), 2015
- La Beauté contemporaine, à la Ménagerie de verre à Paris, 2017
- Fabrique de star, Arsenic à Lausanne, 2017
- Remise Venise, Vivat la Danse ! (Armentières), 2017
- La Recherche d'après Marcel Proust, 2017, Théâtre des Bouffes du Nord puis Arsenic et tournée
- Hamlet unlimited, Théâtre de Vanves, 2018 [9]
- Pauline partout, Justine nulle part, TU-Nantes, 2018
- Hiver (Racine), Arsenic à Lausanne, 2018
- Automne (Baudelaire), Arsenic à Lausanne, 2018
- L'amant, Château de la Ballue, 2018
- Djerbi/Genod, Théâtre Saint-Gervais à Genêve, 2019
- Les Trois Sœurs d'après Anton Tchekhov, Le Pas Si Loin (Pantin), 2019
- Yves-Noël Genod dira au moins une phrase de Merce Cunningham (et peut-être un peu plus), Lafayette Anticipations, 2019
- C'est le silence qui répond, Arsenic à Lausanne, 2020
- J’ai menti, Théâtre national de Bretagne, 2020
- Au pays de Vannes, Festival Tournée Générale, 2021
- Sur le carreau, Le Carreau du Temple, 2021
- Ainsi parlait Kâmasûtra, Mains d'œuvres, 2021
- Vers le soir, Festival de La Cité (Lausanne), 2021
- Qui m’aime me suive, Le Pommier (Neuchâtel), 2022
- Abri trou, Le Carreau du Temple dans une œuvre de Elizabeth Saint-Jalmes, 2022[10]
- Titanic, Péniche La Pop, 2022

## Filmographie
- 2013 : Par exemple, Électre, de Jeanne Balibar et Pierre Léon
- 2014 : Nevers de Émilie Lamoine
- 2016 : UFE (Unfilmevenement) de César Vayssié
- 2019 : La Sainte Famille de Louis-Do de Lencquesaing : Iggy[11]

## Publication
- Paris distrait tant… avec Frédéric Teschner[12]

## Distinctions
2018 : TOPOR de "l’incongruité poétique", remis au Théâtre du Rond Point

## Sur Marie-Noëlle Genod
Philippe Katerine le cite dans sa chanson Morts - Vivants.